# Ostrivne
Ostrivne  (ucraniano: Острівне) es una localidad del Raión de Bolhrad en el Óblast de Odesa de Ucrania. Según el censo de 2001, tiene una población de 1306 habitantes.